# 章興駅
章興駅（チャンフンえき、朝鮮語: 장흥역）は、朝鮮民主主義人民共和国咸鏡北道富寧郡にある、朝鮮民主主義人民共和国鉄道省咸北線の鉄道駅である。

## 歴史
- 1916年11月5日：開業[1]。